# Harold Shepherdson
Harold Shepherdson (Middlesbrough, 28 ottobre 1918 – Middlesbrough, 14 settembre 1995) è stato un allenatore di calcio e calciatore inglese, di ruolo difensore.

## Caratteristiche tecniche

### Giocatore
Era un difensore centrale.

## Carriera

### Giocatore
Tra il 1936 ed il 1947 ha giocato nella prima divisione inglese con la maglia del Middlesbrough, club della sua città natale; a causa dell'interruzione dei campionati dovuta alla Seconda guerra mondiale, pur avendo fatto parte della rosa del club per undici stagioni consecutive ha disputato solamente 17 partite di campionato, nell'arco di cinque campionati ufficiali (tra il 1936 ed il 1939 e tra il 1945 ed il 147).

### Allenatore
Ha lavorato come vice nella nazionale inglese a partire dal 1958. Ha continuato a ricoprire questo incarico affiancando Alf Ramsey durante tutta la permanenza di quest'ultimo sulla panchina della nazionale, fino al 1974; con la nazionale ha partecipato a complessive 171 partite, prendendo parte anche a quattro edizioni consecutive dei Mondiali (tutte quelle tra il 1958 ed il 1970, compreso il vittorioso Mondiale casalingo del 1966). Inoltre, in quattro diverse occasioni ha lavorato come allenatore ad interim del Middlesborugh, l'ultima delle quali nel 1982.